# Zofia Branicka

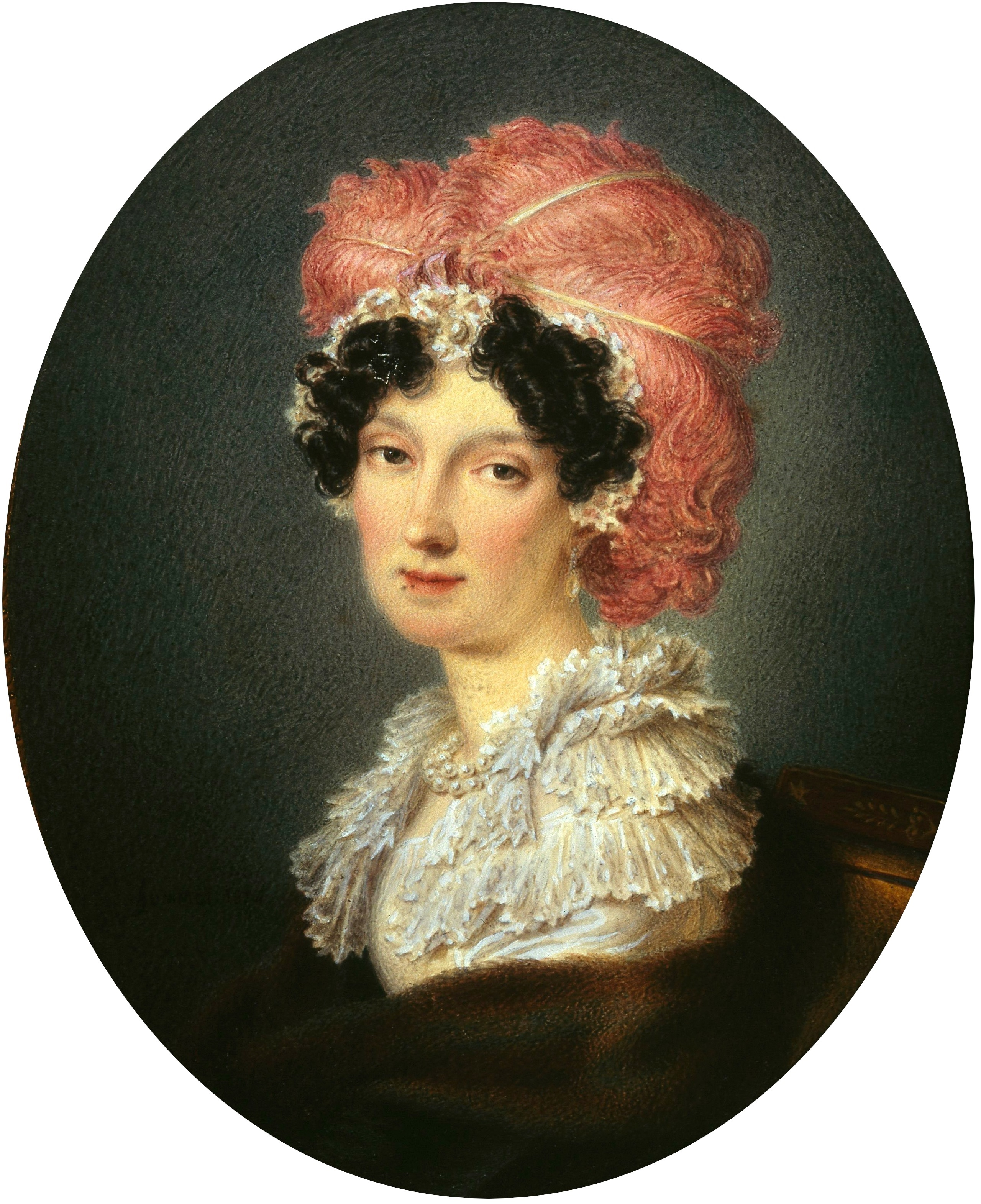
Zofia Branicka, Miniaturporträt von Carl Hummel, 1824

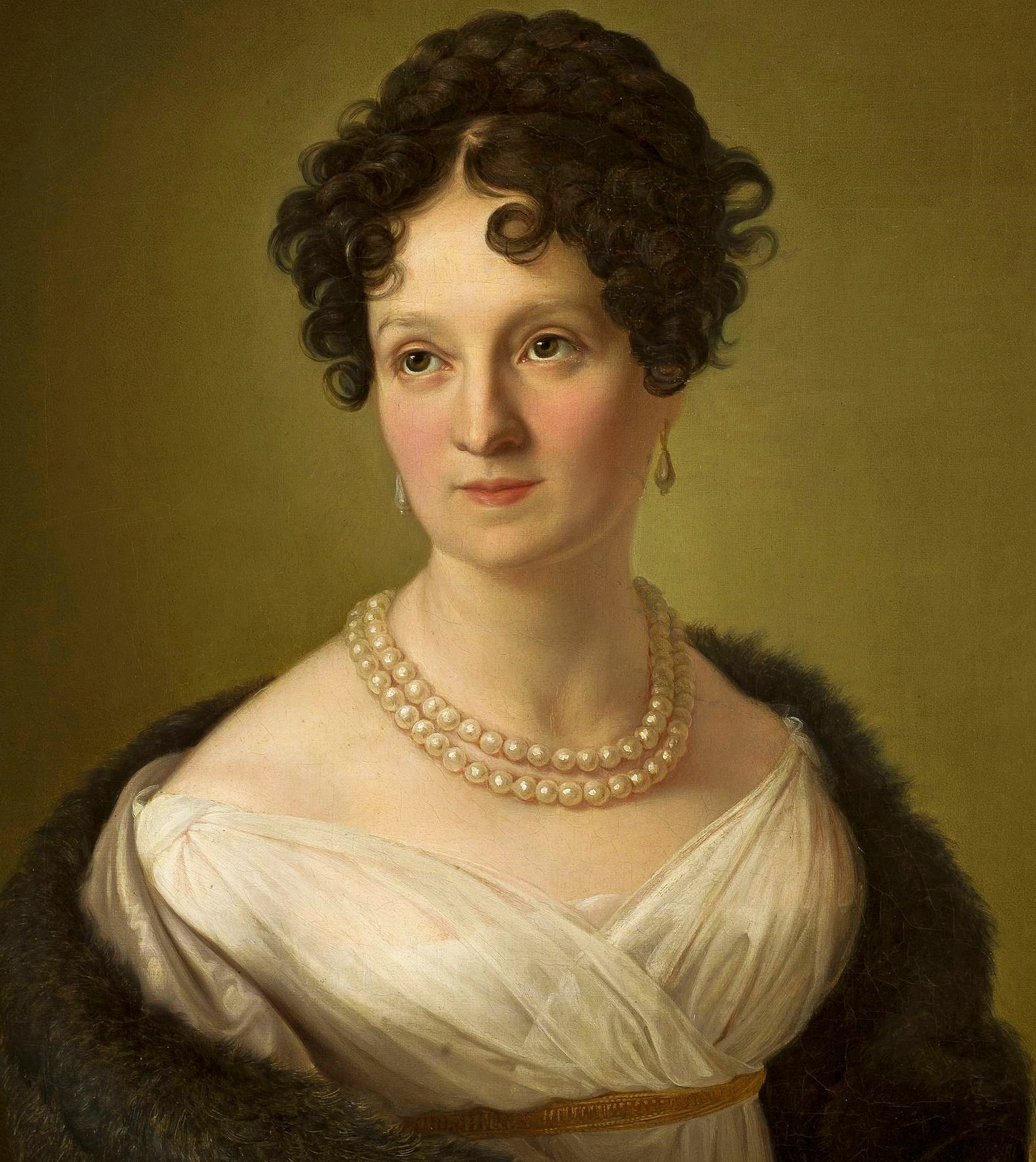
Zofia Branicka, Porträt von Ferdinand Marohn, zwischen 1820 und 1825, Nationalmuseum Warschau

Zofia Branicka, auch bekannt als Gräfin Zofia Potocka (* 11. Januar 1790 in Warschau; † 6. Januar 1879 in Krzeszowice) war eine polnische Adlige.

## Leben
Zofia Branicka entstammte der polnischen Adelsfamilie Branicki und war die Tochter des Generaladjutanten und Großhetman der polnischen Krone Franciszek Ksawery Branicki (um 1730–1819) und dessen Ehefrau Alexandra Wassiljewna Branizkaja geb. Baronesse von Engelhardt (1754–1838). Sie war die Großnichte des Fürsten Grigori Alexandrowitsch Potjomkin (1739–1791), Vertrauter und Liebhaber der russischen Zarin Katharina II. 1816 heiratete sie Artur Potocki (1787–1832), einen Sohn des Romanciers Jan Potocki (1761–1815) aus dessen erster Ehe mit Julia Lubomirska (1764–1794).
Ab 1823 lebte sie in Krakau und gründete dort in ihrem Palais ein Theater. Sie wandte sich nach dem Tod ihres Ehemannes der karitativen Arbeit zu, spendete oft an wohltätige Zwecke und stiftete Stipendien. Als Kunstliebhaberin sammelte sie insbesondere italienische Malerei. Daneben betätigte sie sich als Philanthropin, darunter als Gründerin mehrerer Krankenhäuser und Armenhäuses in Krzeszowice (ca. 1843) und Krakau. Ab 1848 war sie Präsidentin des Towarzystwa Dobroczynności, der Warschauer Wohltätigkeitsgesellschaft.
In Krzeszowice finanzierte sie 1844 den Bau eine Kirche nach der Vorlage des Architekten Karl Friedrich Schinkel. Nach dem großen Brand in Krakau (Juli 1850) bekam sie große Anerkennung durch die Gründung und Leitung eines Rettungskomitees. Darüber hinaus war sie die Schirmherrin der Kampagne zur Hilfe der Verwundeten im Januaraufstand 1863/64, außerdem die Gründerin der Potocki-Kapelle, einer der 19 Kapellen, die die Wawel-Kathedrale in Krakau umgeben und finanzierte die Restaurierung der königlichen Grabstätten mit.